# Šimunci
 Šimunci  falu Horvátországban Krapina-Zagorje megyében. Közigazgatásilag Desinićhez tartozik.

## Fekvése
Krapinától 16 km-re délnyugatra,  községközpontjától 3 km-re délre a Horvát Zagorje északnyugati részén fekszik.

## Története
A településnek 1857-ben 144, 1910-ben 257 lakosa volt. Trianonig Varasd vármegye Pregradai járásához tartozott. A településnek 2001-ben 110 lakosa volt.

## Külső hivatkozások
Desinić község hivatalos oldala